# Мамерк Эмилий Мамерцин
Мамерк Эмилий Мамерцин (лат. Mamercus Aemilius Mamercinus) — римский политик и военачальник, военный трибун с консульской властью в 438 году до н. э., диктатор в 437, 434 и 426 годах до н. э.

## Биография
В 446 году до н. э. вместе с Валерием Потитом был первым квестором, избранным народным собранием. В 438 году до н. э. был военным трибуном с консульской властью вместе с Цинциннатом Младшим и Луцием Юлием Юлом. В тот год фиденаты отпали от Рима, а римские послы, направленные к Ларсу Толумнию, были убиты.
В следующем году был назначен диктатором. Начальником конницы назначил Цинцинната Младшего. Фиденаты и вейенты были разгромлены в битве при Фиденах, а сам город захвачен. Эмилий справил триумф.
В 434 году до н. э. снова был назначен диктатором, так как римляне боялись, что этруски на совещании у святилища Вольтумны объявят им общую войну. Так как опасения оказались ложными, Эмилий сложил полномочия, проведя перед этим через народное собрание закон об ограничении цензуры (lex Aemilia de censura minuenda), сокращавший срок полномочий цензоров с пяти лет до полутора. По малоправдоподобному рассказу Ливия, цензоры отомстили ему, переведя из числа полноправных граждан в эрарии и обложив восьмикратной податью. Народ был разгневан настолько, «что отвести от цензоров угрозу насилия не в состоянии был никто, кроме самого Мамерка».
В 428 году до н. э. вместе с Луцием Сергием Фиденатом и Квинтом Сервилием входил в состав комиссии, направленной в Фидены для расследования участия их жителей в набегах вейентов на римскую территорию.
В 426 году до н. э., после разгрома римского войска под Вейями военный трибун Авл Корнелий Косс назначил Мамерка Эмилия диктатором, а сам стал при нём начальником конницы. Эмилий разгромил этрусков в битве при Фиденах, взял город, после чего справил триумф и сложил полномочия через 16 дней после назначения.

## Потомки
Сыновьями Мамерка были Маний, консул 410 года до н. э. и трёхкратный военный трибун, и Луций, избиравшийся военным трибуном семь раз.